# Echipa națională de fotbal a Insulelor Feroe

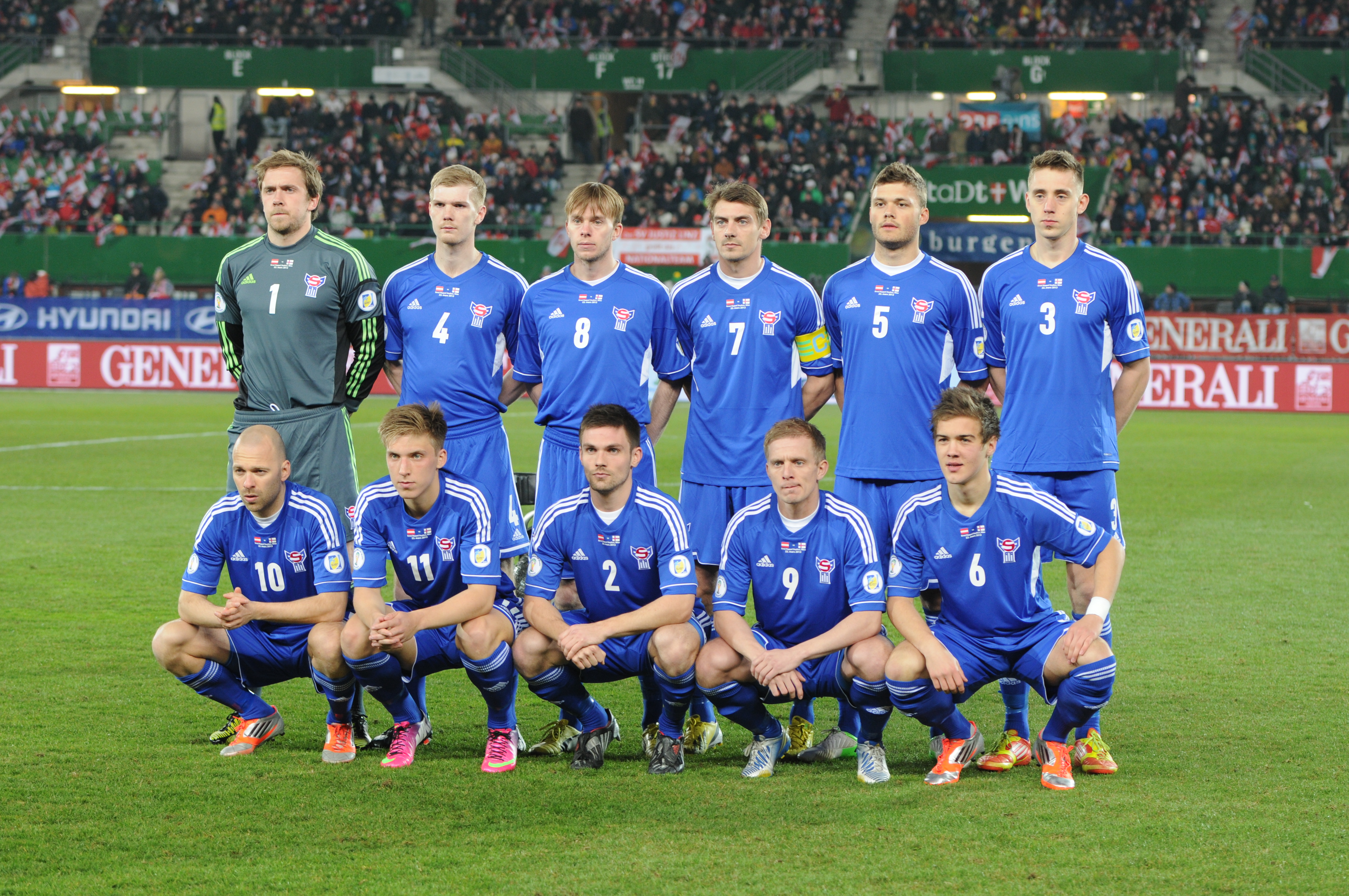
Echipa națională în 2013

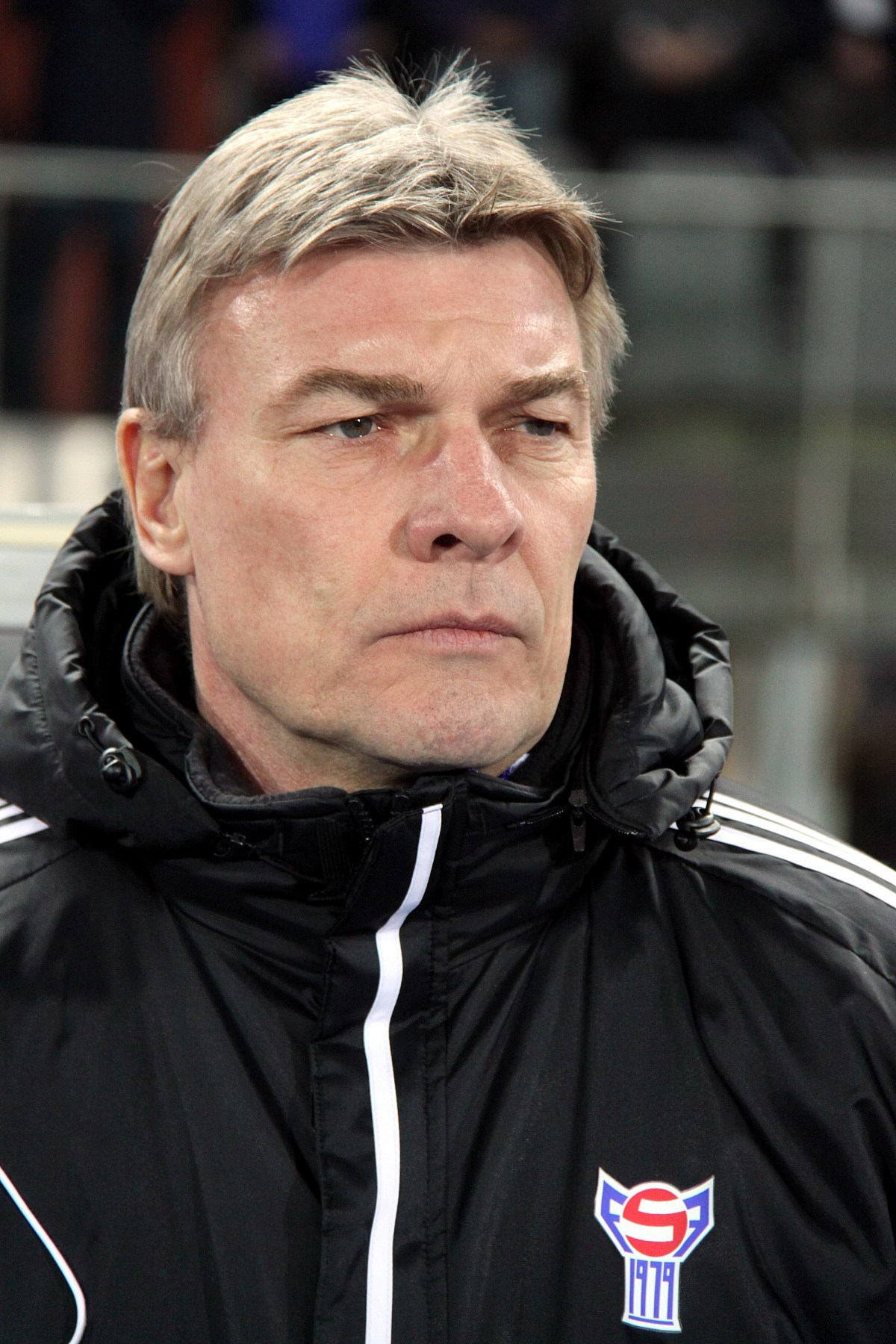
Teamchef Lars Olsen

Echipa națională de fotbal a Insulelor Feroe reprezintă Insulele Feroe în competițiile fotbalistice ale FIFA. Responsabilitatea alcătuirii acestei echipe aparține Asociației de Fotbal a Insulelor Feroe.

## Titluri
- Jocurile Islandei: Campioni

1989, 1991

## Campionate mondiale
- 1930 până în 1990 - nu a participat
- 1994 până în 2014 - nu s-a calificat

## Campionate europene
- 1960 până în 1988 - nu a participat
- 1992  până în 2016 - nu s-a calificat

## Antrenori
- Páll Guðlaugsson (1988–1993)
- Johan 'Melle' Nielsen și Jógvan Norðbúð (interimari, 1993)
- Allan Simonsen (1994–2001)
- Henrik Larsen (2002–2005)
- Jógvan Martin Olsen (2006–2008)
- Heðin Askham (interimar, 2009)
- Brian Kerr (2009-prezent)

## Căpitani
- Jóannes Jakobsen
- Jens Martin Knudsen
- Jan Dam
- Jens Kristian Hansen
- Óli Johannesen
- Jákup Mikkelsen
- Fróði Benjaminsen (prezent)

## Jucătorii cu cele mai multe selecții
1. Óli Johannesen (83)

2. Jakup Mikkelsen (67)

3. Jens Martin Knudsen (65)

4. Julian Johnsson (62)

5. Jákup á Borg (62)

6. Fródi Benjaminsen (60)

7. John Petersen (57)

8. Allan Mørkøre (54)

9. Rógvi Jacobsen (52)

10. Øssur Hansen (51)

## Golgeteri
1. Rógvi Jacobsen (10)

2. Todi Jónsson (9)

3. John Petersen (8)

3. Uni Arge (8)

## Lotul actual
Lotul Insulelor Feroe pentru meciurile cu Serbia și Italia (3-7 septembrie 2010)
| 1  | P | Gunnar Nielsen           | 7 august 1986 (38 de ani)     | 4  | 0 | Tranmere Rovers  |  |  |
| 16 | P | Tórður Thomsen           | 11 iunie 1986 (38 de ani)     | 0  | 0 | HB Tórshavn      |  |  |
|    |   |                          |                               |    |   |                  |  |  |
| 3  | F | Hendrik Rubeksen         | 1 noiembrie 1983 (41 de ani)  | 1  | 0 | HB Tórshavn      |  |  |
| 4  | F | Johan Troest Davidsen    | 31 ianuarie 1988 (37 de ani)  | 16 | 0 | NSÍ Runavík      |  |  |
| 5  | F | Atli Gregersen           | 15 iunie 1982 (42 de ani)     | 9  | 0 | Ross County      |  |  |
| 6  | F | Jónas Tór Næs            | 27 decembrie 1986 (38 de ani) | 14 | 0 | B36 Tórshavn     |  |  |
| 13 | F | Egil á Bø                | 2 aprilie 1974 (50 de ani)    | 12 | 1 | EB/Streymur      |  |  |
| 14 | F | Einar Hansen             | 2 aprilie 1988 (36 de ani)    | 9  | 0 | NSÍ Runavík      |  |  |
|    | F | Bartal Eliasen           | 23 august 1976 (48 de ani)    | 6  | 0 | ÍF Fuglafjørður  |  |  |
|    |   |                          |                               |    |   |                  |  |  |
| 2  | M | Daniel Udsen             | 2 septembrie 1983 (41 de ani) | 0  | 0 | EB/Streymur      |  |  |
| 7  | M | Fróði Benjaminsen        | 14 decembrie 1977 (47 de ani) | 60 | 3 | HB Tórshavn      |  |  |
| 8  | M | Jann Ingi Petersen       | 27 decembrie 1986 (38 de ani) | 18 | 0 | NSÍ Runavík      |  |  |
| 9  | M | Símun Samuelsen          | 21 mai 1985 (39 de ani)       | 30 | 1 | HB Tórshavn      |  |  |
| 12 | M | Bogi Løkin               | 22 octombrie 1988 (36 de ani) | 14 | 1 | NSÍ Runavík      |  |  |
| 18 | M | Jústinus Hansen          | 19 aprilie 1991 (33 de ani)   | 1  | 0 | NSÍ Runavík      |  |  |
|    |   |                          |                               |    |   |                  |  |  |
| 10 | A | Christian Holst          | 25 decembrie 1981 (43 de ani) | 21 | 2 | Silkeborg        |  |  |
| 11 | A | Jóan Símun Edmundsson    | 26 iulie 1991 (33 de ani)     | 4  | 1 | Newcastle United |  |  |
| 15 | A | Christian Mouritsen      | 12 martie 1988 (37 de ani)    | 3  | 0 | B36 Tórshavn     |  |  |
| 17 | A | Arnbjørn Hansen          | 27 februarie 1986 (39 de ani) | 7  | 1 | EB Streymur      |  |  |
|    | A | Christian Høgni Jacobsen | 12 mai 1980 (44 de ani)       | 51 | 2 | NSÍ Runavík      |  |  |

### Jucători convocați recent la prima reprezentativă
Următorii jucători au fost chemați la "națională" în ultimele 12 luni: